# Violet Archer

Violet Archer

Violet Louise Archer (Montreal, 24 april 1913 - Ottawa, 21 februari 2000) was een Canadees muziekpedagoge, pianiste, organiste en percussioniste. Ze werd geboren als Violet Balestreri. In 1940 veranderde haar familie hun naam naar Archer.

## Opleiding en educatieve carrière
Archer haalde een licentiaat in de muziek aan de McGill-universiteit in 1934. In 1936 verkreeg ze er een bachelordiploma in de muziek. Ze studeerde er compositie met Douglas Clarke. In de zomer van 1942 reisde ze naar New York, waar ze studeerde bij Béla Bartók. Hij introduceerde haar tot de Hongaarse volksmuziek en variatietechnieken. Van 1944 tot 1947 gaf ze les aan het McGill Conservatorium. In de jaren 1940 studeerde ze bij Paul Hindemith aan de Yale-universiteit. Ze behaalde er een bachelordiploma in de muziek in 1948 en een masterdiploma in de muziek in 1949. Van 1950 tot 1953 was Archer Composer-in-Residence aan de Universiteit van Noord-Texas. Van 1953 tot 1961 gaf ze les aan de universiteit van Oklahoma. In 1961 keerde ze terug naar Canada om er een doctoraat te volgen aan de Universiteit van Toronto. Deze studie werd stopgezet in 1962 omdat ze lid werd van de muziekfaculteit van de Universiteit van Alberta. Daar werd ze voorzitter van het Theorie en Compositie departement. Ze werkte aan deze universiteit tot haar pensioen. Enkele bekende studenten van haar zijn Larry Austin, Jan Randall, Allan Gilliland en Allan Gordon Bell.

## Prijzen en vermeldingen
- In 1983 werd ze een lid van de Orde van Canada.[6]
- De Canadian Music Centre Library in Calgary werd genoemd naar haar (De Violet Archer Library).[7]
- De Canadese indieband The Violet Archers is naar haar genoemd.[8]

## Oeuvre en discografie
- 3 Concerti, Archer Piano Concerto, Christina Petrowska Quilico, piano, CBC Vancouver Orchestra, Sir John Eliot Gardiner, dirigent, Centrediscs(CMCCD)15610
- Archer plays the "Jig"
- Women Composers for Organ, Barbara Harbach. Peterborough, NH: Gasparo Records (294), 2006.[9]
- Sonatina for Organ
- Ovation, Volume 2. Toronto: CBC Records (PSCD 2027-5), 2002.[10]
- Sonata for Flute, Clarinet & Piano
- Landscapes
- Four Songs
- Ten Folksongs for Four Hands
- Divertimento for Saxophone Quartet
- Prairie Profiles
- Sonata for Unaccompanied Cello
- Canadian Composers Portraits. Toronto: Centrediscs, (CMCCD 8502) 2002.[11]
- Sinfonietta (CBC Vancouver Chamber Orchestra, John Avison, dirigent)
- Trio no. 2 (The Hertz Trio)
- String Quartet no. 3 (University of Alberta String Quartet)
- The Bell (CBC Chorus and Orchestra, Geoffrey Waddington, dirigent)
- Northern Landscapes — A Tribute to Violet Archer, Sarah Muir en Ann Nichols, uitgevoerd in samenwerking met het Columbian Girls Choir and Chanteuses. Edmonton, 1997.[12]
- Northern Landscapes (3 bewegingen)
- The Great Spirit
- April Weather
- Surly Burly Shirley
- O Sing unto the Lord
- Eight Short Songs for Young Singers
- Three Biblical Songs
- Someone
- Cradle Song
- Owl Queen
- The Mater Admirabilis Chape
- Surrealistic Portraiture Kenneth Fischer, saxofoon, Martha Thomas, piano. Atlanta: ACA Digital (ACD 20036), 2001.[13]
- Sonata for Alto Saxophone and Piano
- By a Canadian Lady — Piano Music 1841–1997, Elaine Keillor, piano. Ottawa: Carleton Sound CD1006, 2000.
- Four Bagatelles
- Assemblage, Charles Foreman, piano. Calgary: Unical (CD9501), 1995.[14]
- Sonata No.2
- NORTHERN ARCH, various artists, Edmonton: Arktos Recordings (ARK 94001), 1994.[15]
- Soliloquies for changing Bb and A clarinets (uitgevoerd door Dennis Prime)
- CROSSROADS, James Campbell, clarinet. Toronto: Centrediscs / Centredisques (CMCCD 4392), 1992.[16]
- Moods
- Ballade, Charles Foreman, piano. Toronto: Centrediscs, (CMCCD 1684), 1991.[17]
- Theme and Variations on La-Haur
- Hertz Trio. Calgary: Unical Records, 1991.[18]
- Trio No.2
- À la claire fontaine (sopraan, alt en piano) — Berandol Music